# Flange

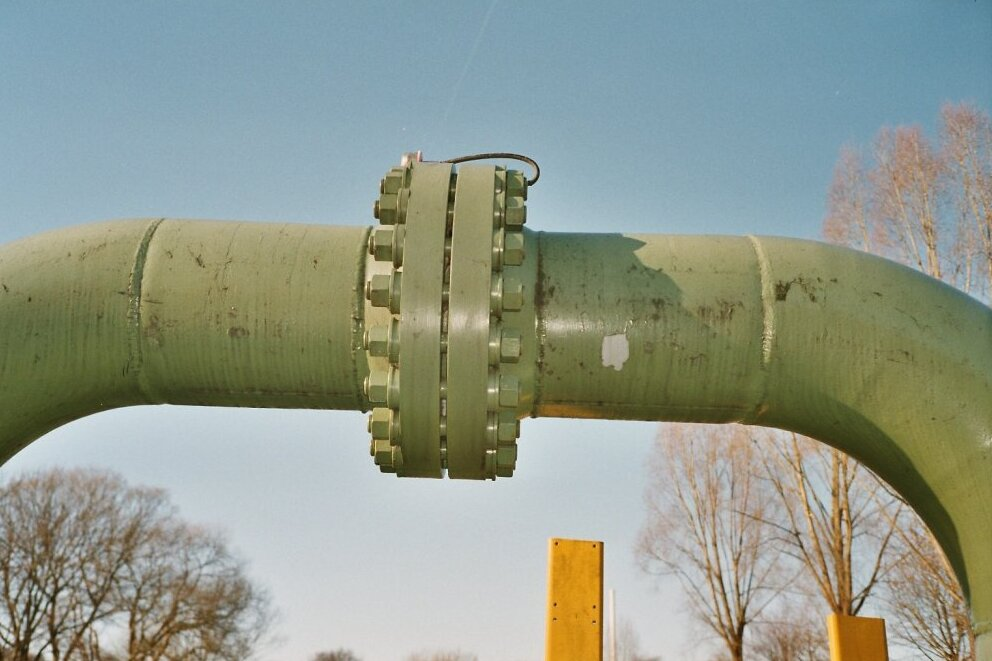
Flange em tubulação de gás combustível

Flange é um elemento que une dois componentes de um sistema de tubulações, permitindo ser desmontado sem operações destrutivas. Os flanges são montados em pares e geralmente unidos por parafusos, mantida a superfície de contato entre dois flanges sob força de compressão, a fim de vedar a conexão.
Principalmente em tubulações de seção transversal circular, os flanges normalmente levam características geométricas e de resistência padronizadas por normas. Isto torna compatíveis e permite conectarem-se facilmente tubos e diversos tipos de equipamentos e válvulas, mesmo sendo de fabricantes distintos.

## Normas

### ASME/ANSI
Segundo as normas construtivas ASME/ANSI, os flanges são padronizados de acordo com o diâmentro nominal (em polegadas) da tubulação onde se instalam, sendo que a norma ANSI B16.5 trata de diâmetros de até 24 polegadas e a norma ANSI B16.47 de diâmetros maiores.
Entre flanges de mesmo diâmetro nominal ainda existem as diferentes classes de pressão que determinam as máximas pressões internas admissíveis em função da temperatura de trabalho. Estas classes são: 150#, 300#, 600#, 900#, 1500# e 2500#. A norma ANSI B16.47 distingue também a classe 75#, além destas anteriores.

### ISO
As normas ISO classificam os flanges em diâmetros nominais (DN) em milímetros. 
As ranhuras apresentadas no faceamento determinam também o grau de vedação da conexão, geralmente fornecidas em micrometros (µm)